# 에스터 빌라
에스터 마르가레타 빌라(독일어: Esther Margareta Vilar, 1935년 9월 16일 ~ )는 아르헨티나계 독일인 작가이다. 그녀는 의사로서 훈련하고 연습한 후 작가로 자리 잡았다. 그녀는 1971년에 출간한 책 '길들이는 여자들, 길들여진 남자들'과 그에 따른 다양한 후속작으로 가장 잘 알려져 있으며, 이 책은 일반적인 여성주의자와 여성 권리 수사와는 달리 산업화된 문화권의 여성들이 억압받는 것이 아니라 잘 확립된 남성 조작 시스템을 악용한다고 주장한다.